# Zona permanentemente autonoma
Una zona permanentemente autonoma (o PAZ, dall'inglese permanent autonomous zone) è una comunità che è autonoma da autorità esterne, in particolare dal governo del territorio in cui la zona autonoma è collocata. Le PAZ, quindi, non sono controllate da alcun governo né da alcuna autorità religiosa.
Il concetto di PAZ sviluppa quello più noto di TAZ, zona temporaneamente autonoma, reso famoso dal libro T.A.Z. Zone temporaneamente autonome di Hakim Bey.